# 違約損失率
違約損失率，LGD（Loss Given Default），是銀行風險管理中針對信用風險部份之風險成份之一。
回收率之定義為回收金額除以放款金額。此處的回收金額，定義為該帳戶違約，宣告無法償債後，因拍賣擔保品，強制執行借款人存款或其他催收方式所得回之金額。因此，通常除非有擔保品，回收比率大部份非常低。也就是說違約損失率之大小，會取決於擔保品的特性。

## 如何計算銀行信用風險預期損失
```
銀行信用風險預期損失（EL，Expected Loss）= PD × LGD × EAD（Exposure at Default）
LGD = 1 - 回收率
```

- PD：违约概率

因此要估算銀行整體風險預期損失，則必需估算違約損失率。